# TON 618

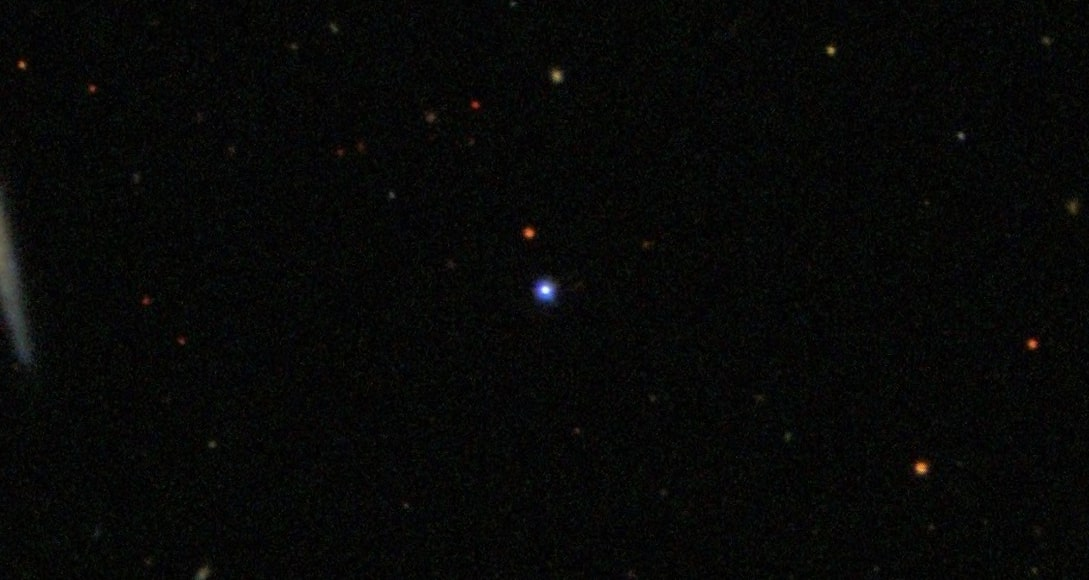
Imagine telescopică a TON618 împreună cu un quasar

TON 618 (abreviere de la Tonantzintla 618) este o gaură neagră supermasivă. Este una dintre cele mai masive descoperite, având o masă de 40.7 miliarde de ori mai mare ca masa Soarelui (M☉). Se află la marginea constelației Câinii de Vânătoare, în apropiere de constelația Părul-Berenicei.

## Istoric
Deoarece quasarii nu au fost recunoscuți până în 1963, natura acestui obiect a fost necunoscută atunci când a fost observat pentru prima dată într-un studiu din 1957 al stelelor albastre slabe (în principal pitice albe) care se află departe de planul Căii Lactee. După ce a apărut pe plăcile fotografice realizate cu telescopul Schmidt de 0,7 m de la Observatorul Tonantzintla din Mexic, astronomii mexicani Braulio Iriarte și Enrique Chavira i-au conferit numărul 618 în Catalogul Tonantzintla.
În 1970, un studiu radio la Bologna, în Italia, a descoperit emisii radio provenite de la TON 618, indicând faptul că acesta era un quasar. Marie-Helene Ulrich a obținut apoi spectre optice ale TON 618 la Observatorul McDonald, care au arătat linii de emisie tipice unui quasar. Din deplasarea spre roșu ridicată a liniilor, Ulrich a dedus că TON 618 era un obiect foarte îndepărtat și, prin urmare, era unul dintre cei mai luminoși quasari cunoscuți.